# Langley, Vosges
Langley är en kommun i departementet Vosges i regionen Grand Est (tidigare regionen Lorraine) i nordöstra Frankrike. Kommunen ligger i kantonen Charmes som tillhör arrondissementet Épinal. År 2022 hade Langley 144 invånare.

## Befolkningsutveckling
Antalet invånare i kommunen Langley
| Referens: INSEE |